# Émile Coué
Émile Coué (Troyes, França, 26 de fevereiro de 1857 – Nancy, França, 2 de julho de 1926) foi um notável psicólogo, farmacêutico e esperantista que criou um método de psicoterapia baseado na autossugestão.

## Vida e obra
Nascido na França, Émile Coué descendia da nobreza da Bretanha. Chamado "o pai do condicionamento aplicado" — expressão controvertida —, Coué aprendeu hipnose com Ambroise-Auguste Liébault (o fundador da Escola de Nancy, ou "Escola da Sugestão"). Em 1913, fundou a "Sociedade Lorraine de Psicologia Aplicada". Seu livro Automaestria por autossugestão consciente causou enorme sensação quando da publicação na Inglaterra, em 1920 e nos Estados Unidos, em 1922.

## O "Método Coué"
Coué introduziu um novo método de psicoterapia: o estímulo do self pela autossugestão consciente. Modificou a teoria de Abade Faria, ao propor que a autossugestão flui da mente, mas um primeiro estímulo pessoal a aciona. Ao repetir palavras ou imagens como autossugestão à própria mente subconsciente, a pessoa pode condicioná-la e, então, a mente condicionada produzirá um comando autogênico quando necessário. Seu mantra familiar, "Todos os dias, sob todos os pontos de vista, eu vou cada vez melhor" (Tous les jours à tous points de vue je vais de mieux en mieux), às vezes é conhecido como coueísmo ou método Coué. O método depende em parte da repetição rotineira de uma fórmula (princípio da autossugestão), obedecendo a uma espécie de ritual no início do dia (ao despertar) e no final do dia (antes de adormecer).
Coué dizia que nunca curou ninguém, apenas ensinava as pessoas a se curar. Não há dúvida de que tais curas aconteceram de fato — estão bem documentadas —, porém o método Coué praticamente desapareceu desde a sua morte em 1926. É um método simples e todos podem aprender a praticá-lo. Sua essência está no controle mental. Nele, há dois princípios básicos:
- Só se pode pensar numa coisa de cada vez;
- Quando se concentra num pensamento, esse pensamento torna-se verdade porque o corpo o transforma em ação.

## Citação
O cantor John Lennon incluiu o mantra de Coué na letra da música "Beautiful Boy", do álbum Double Fantasy (1980).

## Publicações
- How to Practise Suggestion and Autosuggestion
  - Um livro sobre a vida de Emile Coué por Charles Baudouin
- My Method: Including American Impressions
- Self-Mastery Through Conscious Autosuggestion (1922)

### Publicações e outros materiais de Coué (em ordem cronológica)
- [CGC] 78 RPM recordings (four sides; total approx. 12 mins) of Coué teaching his method: recorded at the Columbia Gramophone Company, New York, 10 February 1923.
  - (Serial nos. A-3840 and A-3841): Coué, E., "Emile Coué’s Own Method of Self-Mastery".
  - (Serial nos. A-3842 and A-3843): Coué, E. (1923b), "La Maîtrise de Soi-Même par L’autosuggestion Consciente". Arquivado em 26 fevereiro 2024 no Wayback Machine: "La Maîtrise de Soi-Même par L’autosuggestion Consciente" (MP3). Arquivado em 26 fevereiro 2024 no Wayback Machine
- [COICC] Coué-Orton Institute (1926), Correspondence Course, London: Coué-Orton Institute.
  - (I): Coué, E., The World’s Greatest Power, How to Make the Most of It.
  - (II): Coué, E., Conscious Auto-Suggestion in Everyday Life.
  - (III): Coué, E., The Key to Complete Living.
  - (IV): Orton, J.L., Personality: Its Nature, Operation & Development.
  - (V): Coué, E. & Orton, J.L., The Coué-Orton System of Vocal Culture.
  - (VI): Coué, E. & Orton, J.L., Hygienic Therapy.
- [COIM] Coué-Orton Institute (1926), The Marvels of Couéism, London: Coué-Orton Institute promotional literature; see, for instance, advertisement at: The International Psychic Gazette, 13(150), (March 1926), p. 96.
- [EFI] Single-Reel short film (approx. 12 mins) of Coué teaching his method, directed by Earl Hurd (1884–1940), and released in the US by Educational Films, Inc. on 18 February 1923. 
  - The Message of Emile Coué (1923). The film is now lost. (See, for instance, 1923 newspaper report, at M. Coue personally puts his Message of Screen to benefit All, The St. Maurice Valley Chronicle , (Tuesday, 27 February 1923), p. 2; and a typical 1923 advertisement, at The Calgary Daily Herald, (Saturday, 3 Mar 1923), p. 6.)
- Coué, E. (1912), "De la suggestion et de ses applications ('Suggestion and its Applications')", Bulletin de la Société d’Histoire Naturelle et de Palethnologie de la Haute-Marne, 2(1), pp. 25–46.
- Coué, E. (1922a), La Maîtrise de soi-même par l’autosuggestion consciente: Autrefois de la suggestion et de ses applications ('Mastery of One’s Self through Conscious Autosuggestion: Formerly "Suggestion and its Applications"'), Nancy: E. Coué.
- Coué, E. (1922b). Self Mastery Through Conscious Autosuggestion. New York, NY: American Library Service. (A complete translation, by unknown translator, of Coué (1922a).)
- Coué, E. (1922c), "Self Mastery Through Conscious Autosuggestion", pp. 5–35 in Emile Coué, Self Mastery Through Conscious Autosuggestion, New York, NY: American Library Service.
- Coué, E. (1922d), "Education as It ought to Be", pp. 50–54 in Emile Coué, Self Mastery Through Conscious Autosuggestion, New York, NY: American Library Service.
- Coué, E. (1922e). Self Mastery Through Conscious Autosuggestion. New York, NY: Malkan Publishing Company. (A partial translation of Coué (1922a) by Archibald S. Van Orden).
- Coué, E. (1923a), How to Practise Suggestion and Autosuggestion, New York, NY: American Library Service.
- Coué, E. (1923b), My Method: Including American Impressions, London: William Heinemann, Ltd.
- Coué, E. & Orton, J.L. (1924), Conscious Autosuggestion, New York, NY: D. Appleton and Company.

### O Curso Americano por Correspondência e material associado
- Neal, E.V. & Clark, C.S. (eds.) (1900a),  Hypnotism and Hypnotic Suggestion: A Scientific Treatise on the Uses and Possibilities of Hypnotism, Suggestion and Allied Phenomena by Thirty Authors, Rochester, NY: New York State Publishing Co.
- Neal, E.V. & Clark, C.S. (eds.) (1900b), Hypnotisme et suggestion hypnotique. Traité Scientifique sur l’Emploi et les Ressources de l’Hypnotisme, de la Suggestion et des Phénomènes qui les accompagnent, par Trente Auteurs, Rochester, NY: New York State Publishing Co.
- Neal, E.V. & Clark, C.S. (eds.) (1900c), Hypnotism and Hypnotic Suggestion: A Scientific Treatise on the Uses and Possibilities of Hypnotism, Suggestion and Allied Phenomena by Seven Authors, Rochester, NY: New York State Publishing Co. Arquivado em 25 fevereiro 2024 no Wayback Machine
- Sage, X.L. (1899), Hypnotism: As It Is: A Book for Everybody (Second Edition), Rochester, NY: The National Publishing Co. Arquivado em 25 fevereiro 2024 no Wayback Machine
- Sage, X.L. (1900a), A Correspondence Course in Personal Magnetism, Hypnotism, Magnetic Healing, Suggestive Therapeutics, Psycho-Therapeutics, Self-Development, Development of the Will, Success-Thought, Etc., Etc, by X. LaMotte Sage. A.M., Ph.D., LL.D. (Revised Edition), Rochester, NY: New York Institute of Science.
- Sage, X.L. (1900b), Un Cours Par Correspondance Sur Le Magnetisme Personnel, Hypnotisme, Mesmérisme, Calmánt Magnétique, Thérapeutiques Suggestives, Psycho-Therapeutique, Etc, Etc. par by X. LaMotte Sage, A.M., Ph.D., LL.D., Rochester, NY: New York Institute of Science.
- Sage, X.L. (1900c), A Higher Course in Personal Magnetism, Hypnotism, Suggestive Therapeutics and Magnetic Healing by X. LaMotte Sage, A.M., Ph.D., LL.D., Rochester, NY: New York Institute of Science.
- Sage, X.L. (1900d), Cours Supérieur Traitant du Magnétisme Personnel, de l'Hypnotisme, de la Thérapeutique Suggestive, et de la Guérison pour le Magnétisme, par X. LaMotte Sage, AM, Ph.D., LL.D., Rochester, NY: New York Institute of Science.
- Sage, X.L. (1902), Philosophie de l’Influence Personnelle: Traité scientifique sur les usages et possibilités du Magnétisme Personnel, Hypnotisme, Mesmérisme, Thérapeutique Suggestive, Soulagement Magnétique et Phénomènes y ayant rapport: ainsi qu’un chapitre sur la "Manière d’Acquérir la Puissance", Illustré de scènes actuelles d'hypnotisme, Rochester, NY: New York Institute of Science. Arquivado em 27 fevereiro 2024 no Wayback Machine
- Sage, X.L. (1907), The Philosophy of Personal Influence: A Scientific Treatise on the Uses and Possibilities of Personal Magnetism, Hypnotism, Mesmerism, Suggestive Therapeutics, Magnetic Healing and Allied Phenomena: Together with a Chapter on "How to Acquire the Power", Rochester, NY: New York Institute of Science. Arquivado em 27 janeiro 2024 no Wayback Machine
- Sage, X.L. & Adkin, T.F. (1900a), Instruction for Entertainments: Scenes in Hypnotism: With Thirty Illustrations Giving Positions and Costumes Worn by the Subjects, Rochester, NY: New York State Publishing Co. Arquivado em 27 fevereiro 2024 no Wayback Machine
- Sage, X.L. & Adkin, T.F. (1900b), Scènes d’Hypnotisme et Comment Les Produire, Rochester, NY: New York State Publishing Co.

### Outras publicações
- Abbott, E.H. (1923), "The Druggist from Nancy: II. Monsieur Coué in New York", The Outlook, 133(3), pp. 123–124.
- Abraham, K. (1926). Psycho-Analytical Notes on Coué's Method of Self-Mastery. International Journal of Psycho-Analysis, 7(2), 190–213.
- Anon (1922), "You can keep well by saying so every day", The (St Petersburg, Florida) Evening Independent, (Tuesday, 14 November 1922), p. 10.
- Anon (1923), "Coo Coo-ay-ing", The (St Petersburg, Florida) Evening Independent, (Friday, 26 October 1923), p. 3.
- Anon (1925a), "Coue Beads Latest Fad of University Co-eds, The Victoria Advocate, (Friday, 8 Jun 1923), p. 2.
- Anon (1925b), "Psychic Beads very latest in Great Britain: Suggested by Dr. Coue for Patients to concentrate on cure: Made of many colors", The Warsaw Daily Times and the Northern Indianian, (Saturday, 7 February 1925), p. 2.
- Another Gentleman with a Duster (pseud. of Henry Amos Purcell) (1923). Is Coué a Foe to Christianity? 1st ed. New York, NY: Frederick Moore. ASIN B00085O8UK. OCLC 1455687 Book review: «Is Coué a Foe to Christianity. By Another Gentleman with a Duster. New York: Frederic Moore. pp. 321. Price $1.25 net.». Boston Med Surg J. 188 (24): 957. 14 June 1923. doi:10.1056/NEJM192306141882410 Verifique data em: |data= (ajuda)
- Aram, G.V. (1923), "Emile Coué and His Method of Healing by Conscious Auto-Suggestion: An Interview with M. Coué", pp. 3-14 in G.V. Aram, E. Towne, & W.E. Towne, The Gist of Coué: Self Healing by Auto-Suggestion, Holyoke, MA: The Elizabeth Towne Company, Inc.
- Baird, Alice (1923), The Realm of Delight, London: Adlard & Son & West Newman.
- Barber, T.X. (1984), "Changing "Unchangeable" Bodily Processes by (Hypnotic) Suggestions: A New Look at Hypnosis, Cognitions, Imagining, and the Mind-Body Problem", pp. 69–127 in A.A. Sheikh (Ed.), Imagination and Healing, Farmingdale, NY: Baywood Publishing Company. ISBN 978-0-8950-3037-5
- Barcs-Masson M.-L. (1962), "Les grands pharmaciens: Emile Coué ('Great Pharmacists: Emile Coué')", Revue d'Histoire de la Pharmacie, 50(175), pp. 365–371. doi:10.3406/pharm.1962.7617
- Barrucand, D., & Paille, F. (1986), "Thérapeutique et Suggestion ('Therapy and Suggestion'), Annales Medico-Psychologiques, 144(10), pp. 1045-1060.
- Baudouin, C. (Paul, E & Paul, C. trans.), Suggestion and Autosuggestion: A Psychological and Pedagogical Study Based on the Investigations made by the New Nancy School, George Allen & Unwin, (London), 1920.
- Baudouin, C. (1923), Emile Coué and his Life-Work, New York, NY: American Library Service.
- Bernheim, H. (Herter, C.A. trans.) (1889), Suggestive Therapeutics: A Treatise on the Nature and Uses of Hypnotism (De la Suggestion et de son Application à la Thérapeutique, Deuxième édition, 1887), New York, NY: G.P. Putnam's Sons.
- Bernheim H. (Sandor R.S, trans.), Bernheim’s New Studies in Hypnotism (Hypnotisme, Suggestion, Psychothérapie: Études Nouvelles, 1891), New York, NY: International University's Press.
- Brooks, C.H. (1922), The Practice of Autosuggestion by the Method of Émile Coué (Revised Edition), New York, NY: Dodd, Mead and Company.
- Brooks, Cyrus Harry; Charles, Ernest (1923). Christianity and Autosuggestion 1st ed. New York, NY: Dodd Mead and Company. ASIN B0006D9FD4 Google Books: London: George Allen & Unwin Ltd. Other releases at Google Books: ISBN 978-0-89540-198-4 (ID: JeLmtAEACAAJ), ISBN 978-1-4254-2167-0 (ID: 6XQqEAyXZFwC), ISBN 978-1-258-84891-0 (ID: PhntnQEACAAJ), ISBN 978-1-4940-2568-7 (ID: 4-8NngEACAAJ).
- Carrer, L. (2002), Ambroise-Auguste Liébeault: The Hypnological Legacy of a Secular Saint, College Station, TX: Virtualbookwork.com. ISBN 978-1-5893-9259-5
- Centassi, R., & Grellet, G. (1998). Coué Réhabilité: Tous les jours de mieux en mieux ['Coué Rehabilitated: Better and better every day']. Thônex (Switzerland): Vivez Soleil.
- Duckworth, J.H. (1922). Autosuggestion and its Personal Application. New York, NY: The James A. McCann Company.
- Glueck, B., "New Nancy School", The Psychoanalytic Review, Vol.10, (January 1923), pp. 109–112.
- Guillemain, H. (2010), La Méthode Coué: Histoire d'une Pratique de Guérison au XXe Siècle ('The Coué Method: History of a Twentieth Century Healing Practice'). Paris: Seuil. ISBN 978-2-0209-9342-5
- Hudson, T.J. (1893), The Law of Psychic Phenomena: Systematic Study of Hypnotism, Spiritism, Mental Therapeutics, etc., Chicago, IL: A.C. McClurg & Company.
- Hudson, T.J. (1900), "The Fundamental Principles of Hypnotism", pp. 140-145 in E.V. Neal & C.S. Clark (eds.),  Hypnotism and Hypnotic Suggestion: A Scientific Treatise on the Uses and Possibilities of Hypnotism, Suggestion and Allied Phenomena by Thirty Authors, Rochester, NY: New York State Publishing Co.
- Hudson, T.J. (1903), The Law of Mental Medicine: The Correlation of the Facts of Psychology and Histology in their Relation to Mental Therapeutics, Chicago, IL: A.C. McClurg & Company.
- Huxley, J.S. (1922), "M. Coué: Some General Considerations", The Beacon, 1(3), pp. 192–196.
- John Wanamaker & Company (1923), "Coue Is Here! And We Have His Books", The New York Times, (Thursday, 4 January 1923), p. 9, col.G.
- Kirk, Ella Boyce (1922), My Pilgrimage to Coué, American Library Service, (New York).  1922.
- Kugelmann, R. (2013), "Willpower", Theory & Psychology, 23(4), pp. 479–498. doi:10.1177/0959354313490244
- Littell, R. (1923), "Émile Coué", The New Republic, 33(425), pp. 224-225.
- Macnaghten, H. (1922), Emile Coué: The Man and His Work, New York, NY: Dodd, Mead & Company.
- Mayo, G. (1923), Coué for Children, New York, NY: Dodd, Mead and Company.
- Moxon, C. (1923). M. Coué's Theory and Practice of Auto-Suggestion. British Journal of Medical Psychology, 3(4), 320–326.
- Noble, Lady, of Ardkinglas, M. Coué and Auto-Suggestion. Chatham, Kent: Parrett & Neves. 1924.
- Orton, J.L. (1935), Émile Coué: The Man and His Work, London: The Francis Mott Company.
- Orton, J.L. (1942), Hypnotism Made Practical (Third Edition), London: Thorsons Publishers Limited.
- Paulhus, D.L. (1993). Bypassing the Will: The Automatization of Affirmations, in D.M. Wegner & J.W. Pennebaker (Eds.), Handbook of Mental Control (pp.573-587). Englewood Cliffs, NJ: Prentice-Hall.
- Rapp, D. (1987). "Better and Better—": Couéism as a Psychological Craze of the Twenties in England. Studies in Popular Culture,10(2), 17-36.
- Stowe, L.B. (1923), "The Druggist from Nancy: I. Monsieur Coué at Home", The Outlook, 133(3), pp. 122-123.
- Waters, R.C. (1924), Auto-Suggestion For Mothers, New York, NY: George H. Doran Company.
- Westphal, C., & Laxenaire, M. (2012). Émile Coué: Amuseur ou Précurseur? ('Émile Coué: Entertainer or Forerunner?'), Annales Médico-Psychologiques, Revue Psychiatrique, 170(1), pp. 36–38. doi=10.1016/j.amp.2011.12.001
- Yankauer, A., The Therapeutic Mantra of Emile Coué, Perspectives in Biology and Medicine, Vol.42, No.4, (Summer 1999), pp. 489–495. doi:10.1353/pbm.1999.0012
- Yeates, Lindsay B. (2016a), "Émile Coué and his Method (I): The Chemist of Thought and Human Action", Australian Journal of Clinical Hypnotherapy & Hypnosis, Volume 38, No.1, (Autumn 2016), pp. 3–27.
- Yeates, Lindsay B. (2016b), "Émile Coué and his Method (II): Hypnotism, Suggestion, Ego-Strengthening, and Autosuggestion", Australian Journal of Clinical Hypnotherapy & Hypnosis, Volume 38, No.1, (Autumn 2016), pp. 28–54.
- Yeates, Lindsay B. (2016c), "Émile Coué and his Method (III): Every Day in Every Way", Australian Journal of Clinical Hypnotherapy & Hypnosis, Volume 38, No.1, (Autumn 2016), pp. 55–79.